# Alcides Paiva
Alcides de Barros Paiva (Rio de Janeiro, 5 settembre 1894 – 5 dicembre 1959) è stato un pallanuotista brasiliano.
È stato membro del Brasile che ha partecipato ai Giochi di Anversa 1920, classificandosi al quarto posto.
Ha giocato in due partite contro Francia e Svezia, in cui ha segnato un gol contro la Francia.